# 高師詮
高 師詮（こう の もろあきら）は、南北朝時代の武将。足利氏の家臣。

## 生涯
室町幕府の初代将軍・足利尊氏の執事であった高師直の子。異母兄弟に師夏がいる。
観応の擾乱により観応2年/正平6年2月26日（1351年3月24日）に父師直をはじめ多くの高一族が足利直義派の上杉能憲らによって殺害されたが、師詮は一族と別行動をしており難を逃れている。師直の後継者とされていた師夏が父とともに討たれたため、阿保忠実・荻野朝忠らによって「片田舎に隠れて」いた師詮が後継者として擁立されたという。
観応3年/正平7年（1352年）頃より丹後国守護、翌文和2年/正平8年（1353年）頃より但馬国守護に任ぜられた。また、『太平記』の記述から丹波国守護に就いていた可能性もある。師詮がこれらの国の守護職に任ぜられたのは、観応の擾乱で直義に味方し、いったん幕府に帰順したもののその向背が危ぶまれていた山名時氏に備えるためと見られている。
文和2年/正平8年（1353年）5月、山名時氏が佐々木道誉と所領問題で対立、南朝に与して幕府に反乱を起こす。出雲で佐々木軍を破った山名軍は、楠木正儀と連合して6月に入り京都突入を図る。師詮は丹波・丹後・但馬の国人を糾合してこれに対抗した。師詮は奮戦するも及ばず、6月12日の西山吉峯の合戦で敗れて切腹（自害）して果てた。享年不明だが10代から20代くらいか。『太平記』によれば、師詮を擁立した阿保忠実・荻野朝忠の両名が師詮に自害を勧め、師詮が切腹する間に自分たちは逃れ生き延びたという。しかし、『園太暦』では県・阿保・高根ら家臣が師詮とともに切腹し、荻野の舎弟もまた討死したとしている。